# Si no es ahora
«Si no es ahora» es el cuarto sencillo del álbum Timbiriche VII, lanzado en 1987 por el grupo mexicano Timbiriche. Este tema contiene una nota musical extraída del tema "All I Need is a Miracle" (1986) de la agrupación Mike and the Mechanics.
La canción es interpretada por Thalía (que en ese momento era una integrante nueva del grupo) y por Diego Schoening, quien era su pareja en esa época. Es una de las canciones más conocidas y recordadas del grupo, reconocida por los actuales adolescentes y que ha llegado a la primera posición en el ranking de las radios mexicanas.
Fue compuesta por Fernando Riba y Kiko Campos y su estilo musical es característico de la década de 1980. Es una canción con la cual los clubes nocturnos de la época solían comenzar su jornada bailable.

## Video
En el vídeo musical se muestra a los integrantes del grupo y a los músicos, en una gran mansión donde dos enamorados se encuentran.

## Listas
| Lista                       | Posición |
| --------------------------- | -------- |
| Argentina Top 40            | 1        |
| Perú Top 100                | 1        |
| Colombia Top 100            | 1        |
| Chile Top 100               | 1        |
| Latinoamérica Top 100       | 1        |
| Iberoamérica Top 100        | 1        |
| Venezuela Top 40            | 1        |
| Brasil Top 100              | 1        |
| México Top 100              | 1        |
| España Hot 100              | 1        |
| Billboard Latin Pop Airplay | 1        |

## Otras versiones
- La versión del primer reencuentro de Timbiriche entre 1998 y 1999 fue interpretada por Paulina Rubio y Erik Rubín.
- La versión Timbiriche 25 donde es interpretada por los 6 integrantes (Benny Ibarra, Sasha Sökol, Erik Rubín, Mariana Garza, Diego Schoening, Alix Bauer).
- La versión Vivo en Vivo de Erik Rubín y Sasha Sokol.
- La versión banda es interpretada por Banda la Peña.
- La versión grupera es interpretada por los también ex-Timbiriches Eduardo Capetillo y Bibi Gaytán.

La versión 1.15.18 se añadirán los pilgrims